# Isabel Barreto
Isabel Barreto (ur. ok. 1567, zm. po 1610) – hiszpańska podróżniczka, admirał.

## Życiorys
Isabel Barreto urodziła się ok. 1567 roku. Była córką Nuño Rodrígueza Barreto i Mariany de Castro, z pochodzenia Portugalczyków lub Galisyjczyków. Brak informacji o jej życiu przed majem 1586 roku, kiedy poślubiła w Peru Alvaro de Mendañę y Neyra, który był siostrzeńcem gubernatora Peru, a od 1574 roku adelantado wysp oceanicznych. Wcześniej, w latach 1567–1569, prowadził on wyprawę, która odkryła Wyspy Salomona. Zgodnie z przywilejem królewskim z 1594 roku de Mendaña został gubernatorem San Cristóbal wchodzącej w skład Wysp Salomona. Miał prawo bić monetę, sformować administrację i wyznaczyć swego następcę na urzędzie.
Wyprawa wyruszyła z Callao 9 kwietnia 1595 roku. Na pokładach statków znajdowało się 378 ludzi, w tym ok. 50 osadników z żonami i dziećmi. Wśród kobiet na pokładzie znalazła się także Isabel Barreto. 21 lipca ekspedycja odkryła wyspy Markizy, następnie bezskutecznie kontynuowała poszukiwanie Wysp Salomona, odkrywając jednak 9 września Wyspy Santa Cruz. Wyprawa przedłużała się, ekspedycja utraciła także jeden statek ze 182 ludźmi załogi. Wkrótce potem wśród marynarzy wybuchła epidemia malarii, która zabiła 18 października także de Mendañę. Przed śmiercią dowódca wyprawy przekazał cały swój majątek i wszystkie swoje urzędy żonie. Po śmierci brata Lorenza w połowie listopada Barreto przejęła dowództwo nad flotyllą jako pierwsza kobieta-admirał w Hiszpanii i zadecydowała 18 listopada opuścić miejsce postoju i wyruszyć w stronę Filipin, skąd planowała zabrać dodatkowe zapasy i posiłki. Przez całą podróż Barreto zmagała się z niezadowoleniem załogi z rządów kobiety. Ostatecznie 11 lutego następnego roku skrajnie wycieńczona ekspedycja dotarła do Filipin.
10 sierpnia 1597 roku na Filipinach Barreto wyszła za mąż za bratanka tamtejszego gubernatora, Fernando de Castro. 11 grudnia 1597 roku odpłynęła z mężem do Nowej Hiszpanii, a następnie do Peru, gdzie żyła jeszcze w 1608 roku.
Zmarła po 1610 roku w Hiszpanii lub 18 października 1612 roku na Wyspach Salomona.